# Paaseiland

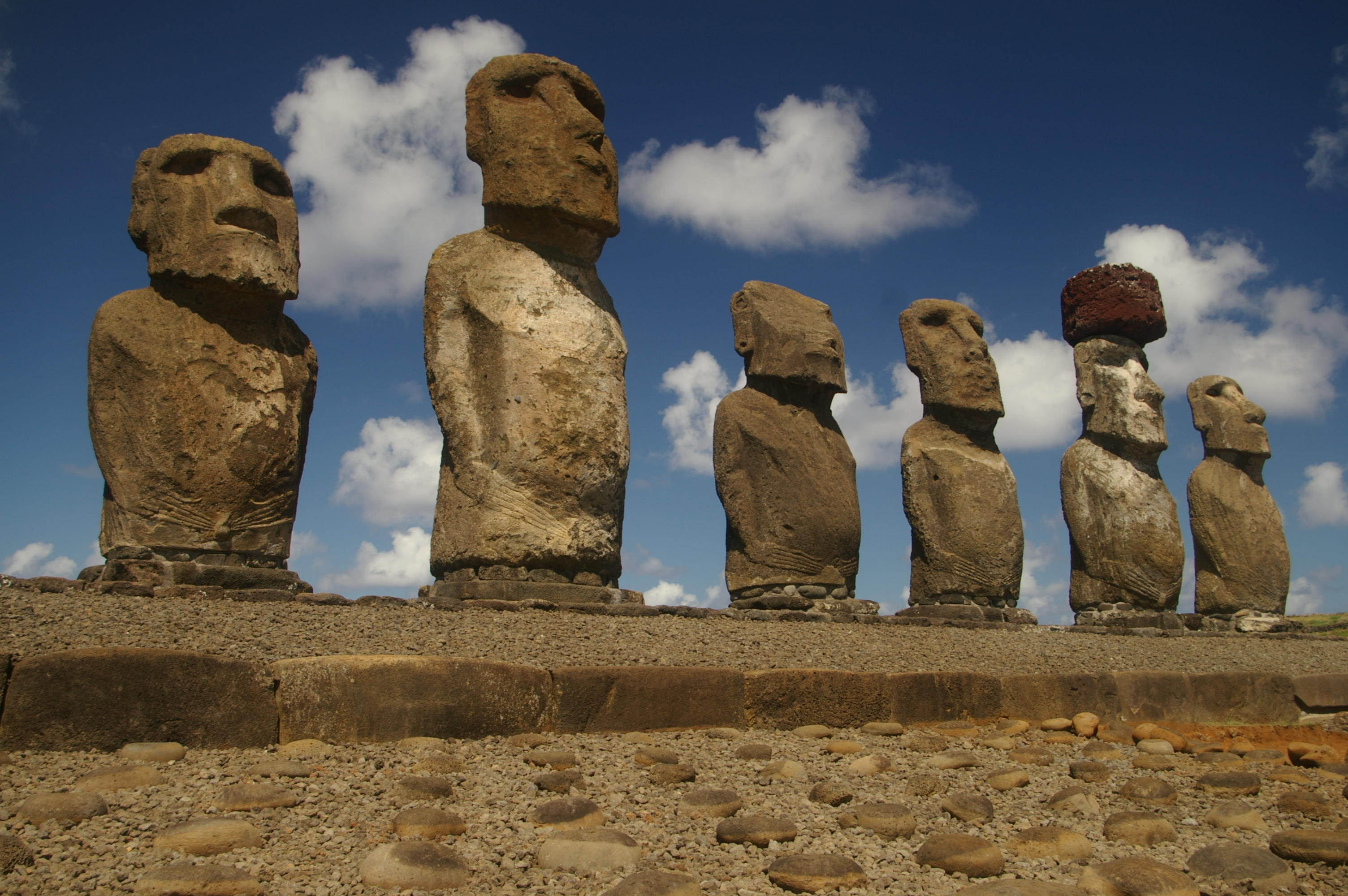
Moai op Paaseiland

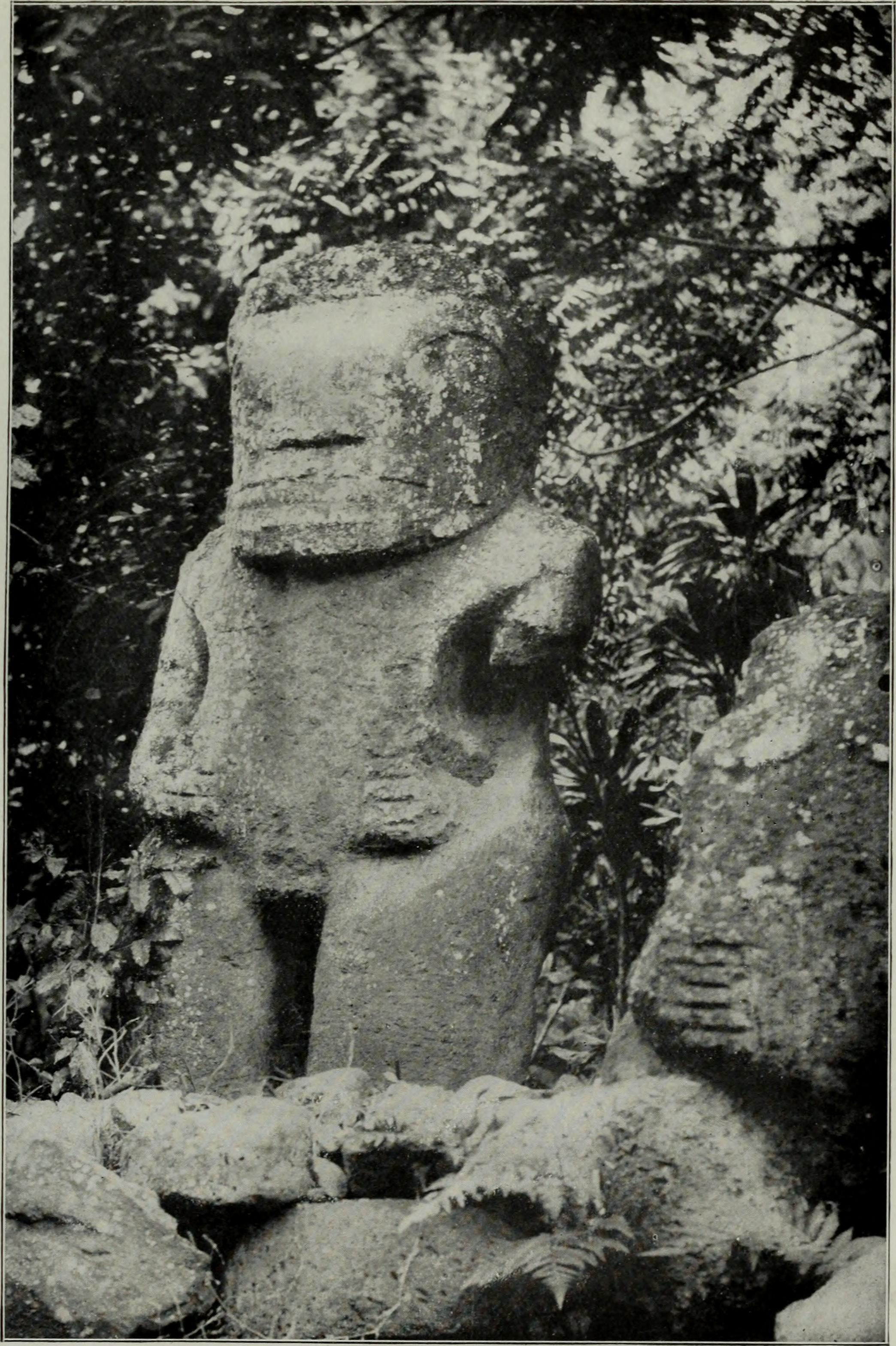
Beeld van koning Taka-II, 2,4 meter hoog, foto uit 1910, Puamau vallei, Hiva Oa, Marquesaseilanden. Hotu Matu'a, 'groot ouder' van de Rapa Nui, kwam mogelijk van de Marquesaseilanden.

Paaseiland (Spaans: Isla de Pascua; Rapa Nui: Rapa Nui, grote rots) is een Polynesisch eiland in de Grote Oceaan. Staatkundig is het een provincie van Chili binnen de regio Valparaíso en een Chileens nationaal park. De Chileense gouverneur van het eiland is Tarita Alarcón Rapu. De hoofdstad van Paaseiland is Hanga Roa. Het eiland is vooral bekend door de honderden Moai (paaseilandbeelden) die er te vinden zijn.
Het eiland is met 163,6 vierkante kilometer ongeveer even groot als het Nederlandse waddeneiland Texel (170 km²). Er wonen 7.750 mensen (2017). Het is een van de meest geïsoleerde eilanden ter wereld: het dichtstbijzijnde bewoonde eiland, Pitcairn, ligt er 2075 km van verwijderd. Het dichtstbijzijnde onbewoond eiland, Salas y Gómez (Manu Motu Motiro Hiva), ligt oostwaarts op 391 km afstand.
Het gehele eiland staat sinds 1995 op de werelderfgoedlijst van UNESCO.

## Namen
De naam Paaseiland ("Paasch-Eyland") werd gegeven door Jacob Roggeveen, die op paaszondag, 5 april 1722, met drie schepen het eiland aandeed.
Rapa Nui betekent in het Polynesisch letterlijk de Grote Rots (rapa: rots, nui: groot). Het eiland werd sinds ongeveer 1863 zo genoemd door zeelieden uit Tahiti. De aanduiding wordt tegenwoordig door de inwoners gebruikt voor zowel het eiland zelf, hun taal, als om hun eigen volk (Rapa Nui) aan te duiden.
Een andere inheemse naam voor het eiland is 'Mata ki te rani' of 'Ogen die naar de hemel kijken' (mata: ogen, ki: die, te: kijken, rani: hemel). Deze benaming slaat op de voorouderbeelden of moai met de merkwaardige oogkassen die inderdaad schuin naar de hemel zijn gericht. Een andere naam die de oorspronkelijke bewoners aan hun eiland gaven was Te pito o te henua, wat 'De navel van de wereld' betekent. Volgens een aantal legenden zou de eerste naam van het eiland 'Te pito o te kainga a Hau Maka' zijn geweest, wat staat voor 'Het kleine stukje land van Hau Maka'.

## Geschiedenis

### Hotu Matu'a
Mondelinge overlevering van de oorspronkelijke bewoners geeft aan dat een opperhoofd Hotu Matu'a (groot ouder) met zijn vrouw en familie in twee kano's bij Anakena op het eiland arriveerde. Er wordt verondersteld dat zij Polynesisch waren. Hotu Matu'a was leider van de Hanau Momoko en kwam, volgens Thomas Bartel die de mondelinge overleveringen uitputtend bestudeerde, met gevangengenomen Hanau Eepe als werkploeg naar Paaseiland, twee maanden nadat het eiland al door zijn broer Machaa was gekoloniseerd. Volgens Heyerdahl betekende Hanau Momoko 'lange oren' en Hanau Eepe 'korte oren' en waren de eersten 'Amerindianen' (indianen uit Amerika) en de laatsten Polynesiërs. De Hanau Momoko zouden volgens een door Heyerdahl geselecteerd verhaal, op een na, zijn uitgeroeid door de Hanau Eepe in de 'slag van de Poike greppel'. Volgens Sebastian Englert verwees de benaming niet naar 'de lengte van oren', maar waren de Hanau Momoko, breed, sterk, corpulent, de bovenlaag en de tengere Hanau Eepe de onderlaag van de samenleving. In Polynesië werden lichaamslengte en omvang geassocieerd met leiderschap en mana (spiritualiteit of geestkracht).
Volgens de traditie zouden er zevenenvijftig generaties van koningen sinds Hotu Matu'a zijn geweest, wat met een gemiddelde van 25 jaar per generatie, neerkomt op ca. 450 n. Chr. De koninklijke Miru stam kwam uit de regio Anakena.
Hotu Matu'a kwam van het eiland Hiva of Arae Renga, mogelijk van de Marquesaseilanden, op een afstand van 3641 km. Nuku Hiva, Fatu Hiva en Hiva Oa maken deel uit van de Marquesaseilanden, maar de eilanden zouden zelf pas rond 1200 n. Chr. door Polynesiërs zijn gekoloniseerd. Ook worden Mangareva van de Gambiereilanden, Rapa Iti (kleine rots, op een afstand van 3432 km) en Tuamotus als mogelijke eilanden van herkomst genoemd. Mangareva werd mogelijk al rond 800 n. Chr. door Polynesiërs gekoloniseerd. De marae (schrijnen voor vooroudergoden en socio-religieuze centra) van Mangareva lijken het meest op die van Paaseiland en dat suggereert een verband of gemeenschappelijke herkomst. Volgens de legende kon Hotu Matu'a lezen en schrijven en bracht hij 67 tabletten met rongorongo-schrift naar Paaseiland mee. Hij zou planten hebben meegebracht. De kolonisten zouden de eerste drie maanden niets anders te eten hebben gehad dan vissen, schildpadden, varens en fruit, waaronder de noten van sandelhout, dat er tegenwoordig niet meer voorkomt. Ongetwijfeld waren ze aangewezen op de natuurlijke hulpbronnen van het eiland: vissen, vogels en schaaldieren. Mogelijk werden er honden en varkens meegebracht, maar die diersoorten overleefden het niet. De kippen wisten wel te floreren, net als de 'eetbare' Polynesische ratten, die meegenomen waren. Ooit kan het eiland de rijkste zeevogelpopulatie in de wereld hebben gehad. Ontsnapte ratten overvielen de vogelnesten en roeiden zo massaal de vogelpopulatie uit. Volgens de mondelinge overlevering bracht Hotu Matu'a ook de verering van de scheppergod Makemake mee.
Er is onzekerheid over de nauwkeurigheid van deze legende. In de literatuur wordt de eerste vestiging aangegeven tussen 300-400 n.Chr. en 700-800 n.Chr. Maar over deze vroege dateringen is geen consensus. Een proefmonster van totora-riet in een graf bij Ahu Tepeu I werd met radiokoolstofdatering vastgesteld op 318 n. Chr, maar een proefmonster van een bot uit hetzelfde graf gaf 1629. Daarom is de vroegste, betrouwbare radiokoolstofdatering van 680 n. Chr (plus of minus 130 jaar) van de eerste bouwfase van Ahu Tahai, enkele kilometers ten zuiden van Tepeu. Toch waren deze platformen reeds groot en gestileerd en kwamen de eerste kolonisten waarschijnlijk lang voor die tijd, ergens in de eerste eeuwen n. Chr. De vroegste datum voor een huis kwam van houtskool van de Thespesia popolnea van een rechthoekig gebouw dat op Rano Kau was opgegraven, 770 n. Chr. (plus of minus 239 jaar). Waarschijnlijk vond de belangrijkste kolonisatie plaats rond het jaar 1250.

### Neergang (1500-1722)
Er zijn ten minste vijf verklaringen waarom de bevolking van Paaseiland grotendeels verdween:
- Isolement. Volgens Jo Anne van Tilburg kwam de culturele neergang door het aanhoudend isolement, mogelijk duizend jaar lang. De theorie is moeilijk te testen en er is vooralsnog geen echt bewijs voor.
- Klimaatverandering. Volgens Grant McCall en anderen was een grote droogte of serie droogten verantwoordelijk voor mislukte oogsten, waar honger en oorlog de gevolgen van waren. De periode van 1400-1900 staat bekend als de 'Kleine IJstijd' en droogten kunnen toen extra zwaar zijn opgetreden. Maar de data komen niet helemaal overeen: 1400 was juist de tijd dat de beschaving op Paaseiland zijn meest bloeiende fase in ging. Klimaatverandering zou heel goed een culturele ineenstorting kunnen hebben veroorzaakt. Er is alleen (nog) geen goed onafhankelijk bewijs voor grote droogten in het vereiste tijdskader. Er kunnen zich droogten hebben voorgedaan, maar de onderliggende, fundamentele oorzaak zou ontbossing wegens bevolkingstoename kunnen zijn geweest.
- Europees contact. Een verstoring zou hebben kunnen optreden door Europees contact vóór 1722. Er voeren mogelijk al twee eeuwen veel schepen (voornamelijk Spaanse) over de wateren van de Grote Oceaan. Dergelijk contact kan rampzalig zijn geweest voor de bevolking.
- Ecologische ramp. Door de biologische hulpbronnen zoals hout, schaaldieren en vogels te 'plunderen' kan een ecologische ramp zijn ontstaan. Er is een mogelijk  verband  tussen het verdwijnen van bossen en de neergang van de beschaving op Paaseiland. Het dateren van de pollen van Ranau Kau toont aan dat de ontbossing voorafging aan het instorten van de cultuur. Bossen werden gekapt om gewassen te telen. Daardoor kon de bevolking groeien, maar de grond erodeerde en de vruchtbaarheid van de grond daalde. Daardoor moest er steeds meer grond worden vrijgemaakt. Ook werden bomen en struiken gekapt om kano's te bouwen, vuren aan te leggen, huizen te bouwen en voor hout en touw, wat nodig was om beelden te transporteren en op te richten. Palmen werden niet behouden, mede door ratten, die zich waarschijnlijk razendsnel voortplantten. De zeevogels werden overbejaagd en ook ratten kunnen de eieren hebben opgegeten. De overvloed aan natuurlijke hulpbronnen kan eerst voor een snelle bevolkingsgroei hebben gezorgd, maar dat leidde tot ruzie, zelfs oorlog over het beschikbare land. Zonder hout en touw werd het zinloos om nog beelden te maken. Toen bleek dat de staatsreligie niet in staat was aan de behoeften van het volk tegemoet te komen, kan dit geleid hebben tot het verlaten van dit geloof. Zonder adequate kano's werden de mogelijkheden van de visserij ingeperkt. Het resultaat kan hongersnood geweest zijn, oorlog, en de ineenstorting van de hele economie met als gevolg een drastische bevolkingsafname. Ook op Tikopia nam de vogelpopulatie af en kwam ontbossing voor. Het eten van vlees werd afgeschaft en de bevolkingsaanwas werd gecontroleerd, waardoor de bevolking en hun cultuur het wel overleefden.
- Ziektes. Voor de bevolking van Paaseiland waren veel ziektes onbekend. De situatie is vergelijkbaar met de invloed van ziektes op de inheemse bevolking van het Amerikaanse continent na de komst van de Europeanen. Toen in 1877 de pokkenepidemie op Paaseiland voorbij was, waren er nog 110 inwoners op het eiland over. De Nederlandse historicus Rutger Bregman wijst erop dat er vermoedelijk veel minder inwoners op Paaseiland leefden dan vaak wordt aangenomen. Hij betwist of er ooit sprake is geweest van oorlog of veldslagen.[9]

### Roggeveen
Al twee eeuwen voor de ontdekking van het eiland voor de westerse wereld waren er al veel schepen (voornamelijk Spaanse) in de Grote Oceaan. Spaanse archieven zouden misschien bewijs van eerder contact kunnen leveren. De piraat Edward Davis heeft het eiland mogelijk in 1687 gezien, maar niet bezocht.
Het eerste vastgelegde Europese contact met Paaseiland vond plaats toen de Hollandse ontdekkingsreiziger Jacob Roggeveen er op 5 april 1722 landde in wat nu La Pérouse Bay heet. Ze kregen van de bewoners zestig kippen en dertig trossen bananen. Roggeveen trof er twee- tot drieduizend bewoners aan. De mensen toonden geen angst; een teken dat ze wellicht eerder met Europeanen in aanraking waren gekomen. Volgens Roggeveen was de bevolking goed geproportioneerd, over het algemeen lang, gespierd en bestond het uit uitstekende zwemmers. Velen hadden verlengde en geperforeerde oorlellen en zowel de mannen als vrouwen waren zwaar getatoeëerd. Ook hadden de bewoners erg sterke tanden waarmee zelfs oudere mannen grote, harde noten wisten te kraken.   De Hollanders beschreven als eerste de hare paenga, de ellipsvormige huizen: 'gebouwd van een soort stro, die eruitzien als bijenkorven of als een omgekeerde Groenlandse sloep'. Het concept van huizen in de vorm van een boot is wijdverspreid in Polynesië, zelfs tot in Zuidoost-Azië. De ingang van de huizen lag aan de zeezijde. La Pérouse vermeldde een huis van 100 meter lang, maar de gemiddelde huizen waren 12 tot 14 meter lang en 2 meter breed.
Terwijl zijn kapitein, Cornelis Bouman, weinig yams, bananen en kokospalmen en geen andere bomen en gewassen waarnam, was Roggeveen van mening dat het eiland zou kunnen worden veranderd in een 'aards paradijs', gezien de vruchtbaarheid van het land en het goede klimaat, met bananen, zoete aardappels, bijzonder dik suikerriet en andere gewassen. Er waren geen grote dieren of bomen, wel kippen.
Volgens beschrijvingen van Roggeveen leefden er twee groepen op het eiland: Polynesiërs en 'blanken'. Deze blanken waren de Langoren, ook wel Hanau Epe genoemd, die de Moai hebben gebouwd. De twee bevolkingsgroepen leefden in vrede samen op het eiland. Uit onderzoek blijkt dat het eiland vóór de bewoning door mensen volledig was bebost, maar toen Roggeveen het eiland ontdekte, was er vrijwel geen boom meer te vinden. Algemeen wordt aangenomen dat de bomen werden gekapt voor het verplaatsen van de grote stenen hoofden die op het eiland zijn geplaatst, voor het bouwen van huizen en het bouwen van kano's om te kunnen vissen.

### Cook
Afgezien van beschrijvingen van bezoekende schepen is er weinig informatie over de gebeurtenissen die op het eiland plaatsvonden, zowel voor de komst van de Europeanen als in de tijdspanne tussen hun bezoeken. Zo beschreef James Cook bij zijn bezoek in 1774 dat veel van de stenen beelden omgegooid waren terwijl dat bij het bezoek van Jacob Roggeveen in 1722 nog niet het geval was. Waarom dit is gebeurd, is onbekend. Volgens kapitein Cooks natuuronderzoeker en vooral plantkundige Johann Georg Adam Forster, was er suikerriet dat wel drie meter hoog kon worden. Cook vond de bevolking niet goedgebouwd en Forster meldde dat hij geen lange mensen had gezien. Maar de vroege bezoekers waren het wel eens over de kleur van de inheemse bevolking: een breed scala van wit of geel tot roodachtig. De bevolking had zelf een voorkeur voor de witte huidskleur. Spanjaarden brachten nog een bezoek in 1770. De laatste vermelding van rechtopstaande beelden dateert van 1838, daarna waren alle beelden omgegooid. Sindsdien zijn veel beelden weer rechtop gezet.

### Slavenhandel
Volgens een boek over slavenhandel in Polynesië, gepubliceerd in 1981 zijn er in de jaren zestig van de 19de eeuw honderden bewoners van Paaseiland door Peruaanse slavenjagers verscheept naar andere eilanden in Polynesië. De zeelui die bij deze slavenjacht betrokken waren zouden ziektes hebben meegebracht waar de eilanders fysiek niet tegen opgewassen waren. De zeevogels zouden niet door de bewoners, maar door deze buitenlandse zeelui zijn bejaagd tot uitroeiing toe. Dit alles leidde tot ziekten en honger en verdere decimering van de bevolking.

## Tijdlijn

### Vestiging (tot 1000)
- 700-900: komst van Polynesische kolonisten.

### Expansie (1000-1500)
- 1200-1500: hoofdperiode van vervaardiging van moai. De 'gouden eeuw' van het bouwen van platformen en beelden lijkt midden 12e eeuw te beginnen en het 'culturele hoogtepunt' lag in de 15e eeuw. Men houdt er rekening mee dat er na 1500 (vrijwel) geen beelden meer op platformen werden opgericht.[13] In 1882 kreeg Geiseler van de oudste bewoners te horen dat de laatste beelden ongeveer 250 jaar eerder waren uitgehakt (ca. 1632).

### Neergang (1500-1722)
- ca. 1600: einde van vervaardiging van moai. Groeves worden verlaten.

### Na 1722
- 1722: Jacob Roggeveen en bemanning zijn de eerste Europese bezoekers op het eiland.
- 1770: bezoek van Spanjaarden onder Felipe González de Ahedo die het eiland annexeerde voor Karel III van Spanje.
- 1774: bezoek van kapitein Cook: hij treft enkele omgevallen Moai aan. Omvallen van beelden en onthoofden gaat door tot jaren 1830.
- 1786: komst van de Fransman Jean-François de La Pérouse.
- 1804: bezoek van de Rus Yuri Feodorovich Lisianski.
- 1862: Peruaanse slavenhandelaren voeren de helft van de bevolking af. Uitbraak van pokkenepidemie.
- 1864: komst van rooms-katholieke missionarissen.
- 1880: Paaseiland wordt geannexeerd door Chili als speciaal territorium.
- 1955-1956: expeditie van Thor Heyerdahl
- 1995: Paaseiland wordt opgenomen in de werelderfgoedlijst van de UNESCO.

## Moai

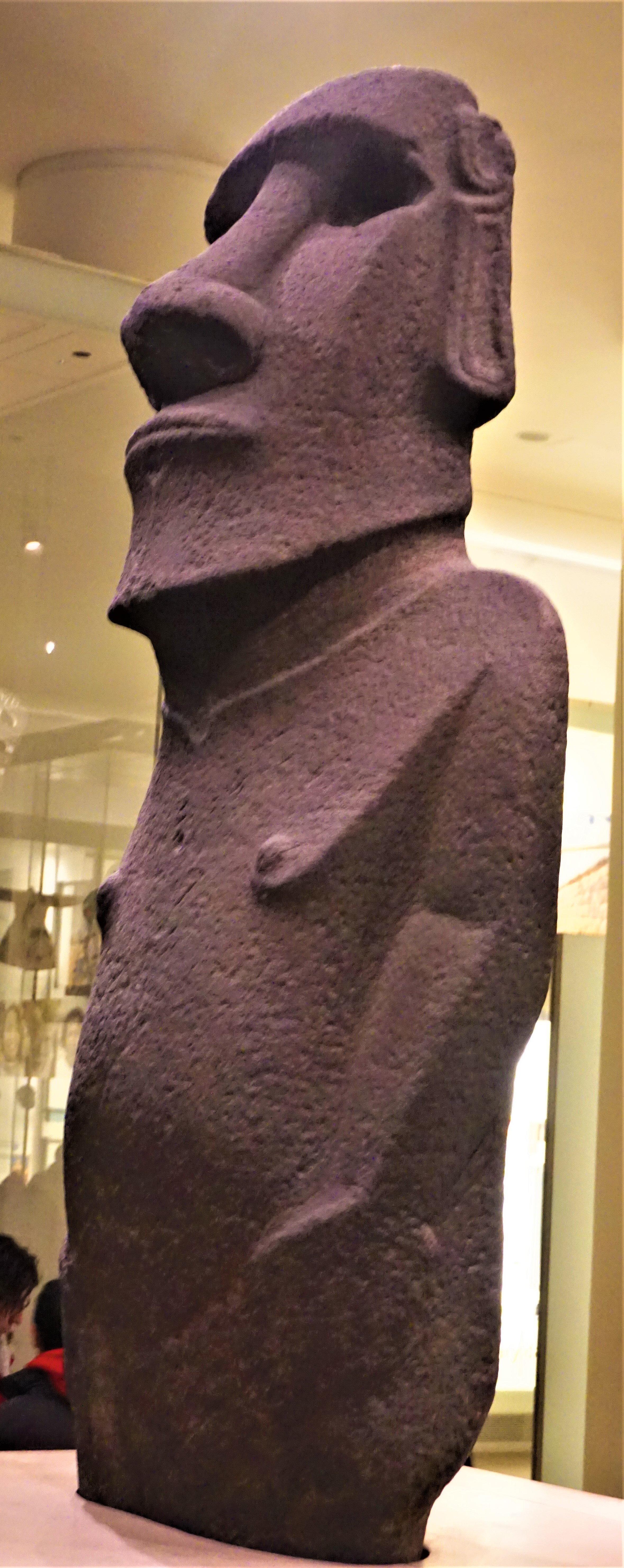
Hoa Hakananai'a, British Museum, Londen

De moai (ook wel paasbeelden genoemd), tot negen en een halve meter hoge beelden, zijn vaak vervaardigd uit zacht vulkanisch gesteente (tufsteen), maar er zijn er ook uit basalt. De beelden van mannen hebben hun armen strak langs hun lichaam en de handen met gestrekte vingers op hun onderbuik. Verschillende hadden een cilindervormige pukao als bedeksel op het hoofd. De makers zijn de voorvaderen van een groot deel van de huidige eilandbewoners. De oogschijven van wit koraal en rode scoria, die oorspronkelijk in de oogkassen zaten, werden pas in 1978 voor het eerst teruggevonden, onder een gevallen beeld bij Anakena.
De meeste moai staan opgesteld op een platform of ahu en kijken naar het binnenland. Slechts zeven beelden, opgesteld in een rij van klein naar groot en ietwat spottend de zeven apen (los siete monos) genoemd, kijken naar de oceaan. De moai zijn voorstellingen van voorouders die om vruchtbaarheid smeken. Voortplanting was op een extreem geïsoleerd eiland als dit van cruciaal belang om te overleven. Er zijn veel voorouderbeelden weer rechtop gezet, ook hebben vele hun indringende ogen die naar de hemel kijken weer terug. De vooruitstekende lippen waren wellicht getooid met een baard. Opvallend zijn ook de langgerekte oorlellen.
De beelden wegen gemiddeld 18 ton, maar Paro weegt 82 ton. Volgens de legende van de eilanders liepen de beelden dankzij hun spirituele kracht zelf naar de platformen of op bevel van priesters en leiders. Ze liepen dagelijks een korte afstand en 's nachts wandelden ze rond en verkondigden orakels.
Negentig procent van de beelden komt uit de groeve van Rano Raraku en het moet makkelijker zijn geweest ze uit te hakken dan ze te transporteren en op te richten. De figuren lagen op hun rug tijdens het beeldhouwen. Er zijn duizenden toki van basalt gevonden, die werden gebruikt om de moai vorm te geven.
Volgens vissers van het eiland staan er ook verzonken moai op de zeebodem.
De moai van basalt, die nu in de Great Court van het British Museum staat, is op de rug rijkelijk gedecoreerd met vogelmannen, 'dans-peddels', vulva's en andere motieven en vertoont sporen van witte en rode verf. Hij is 4 ton zwaar, tweeënhalve meter hoog en werd met veel moeite in 1868 overgebracht naar Londen.

## Orongo en de cultus rond de vogelman

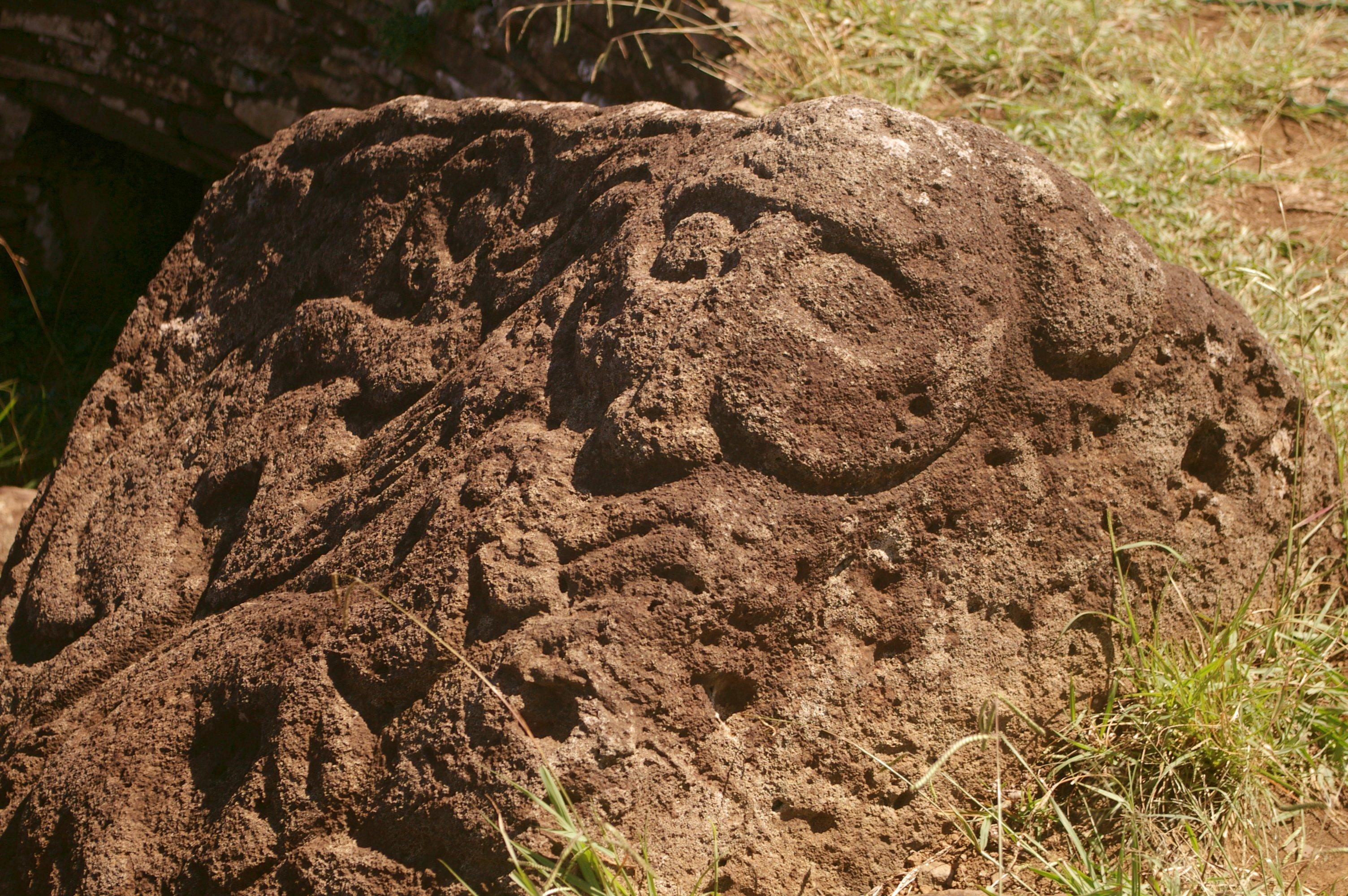
Make Make afbeelding in Orongo

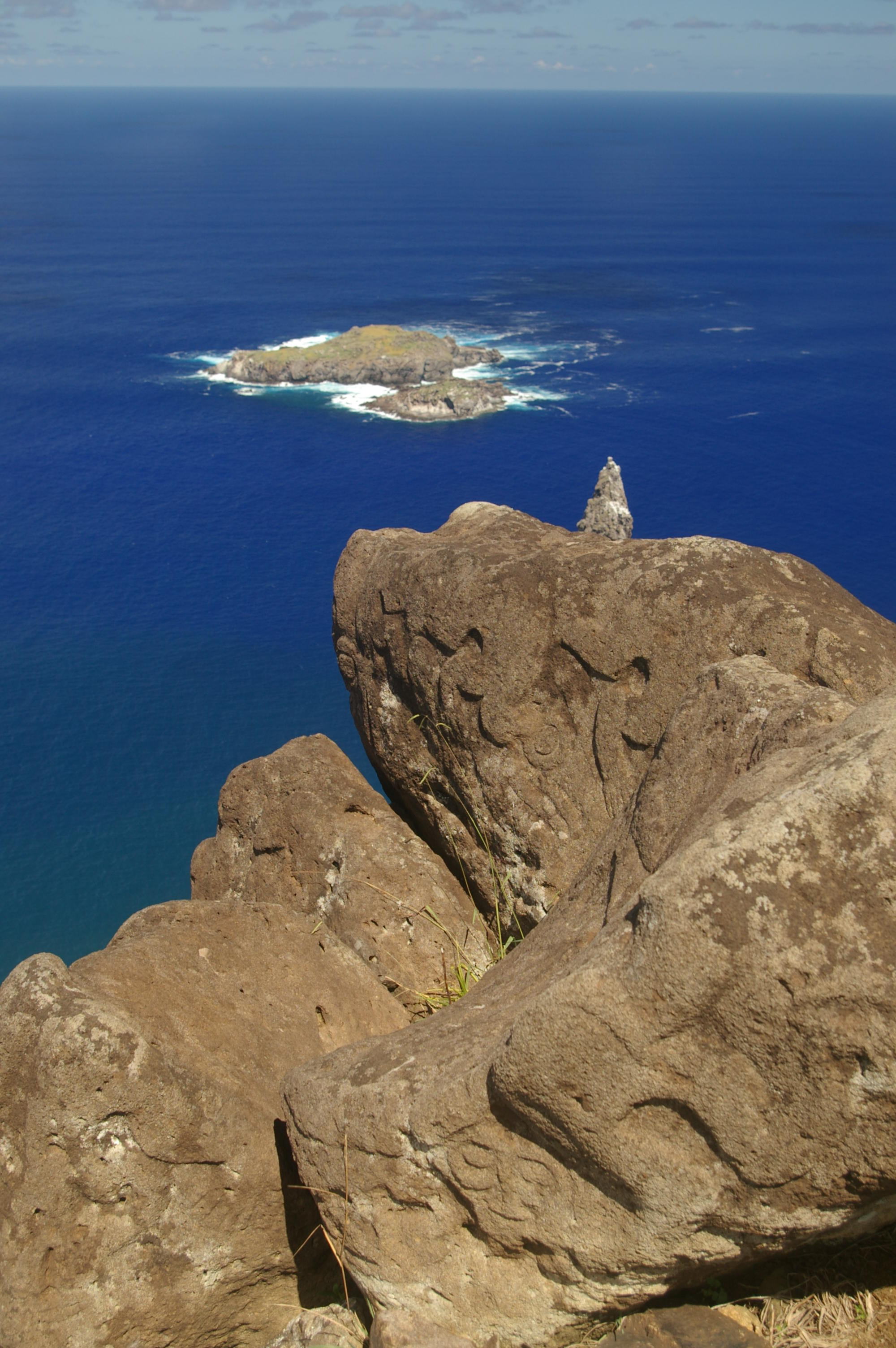
Gezicht vanaf Orongo op Motu Nui met Vogelman-petrogliefen op de voorgrond

Aan een steile helling van de Rano Kao, dicht bij een driehonderd meter hoge klif, bevinden zich in de rotsen gegraveerde tekeningen (petrogliefen). Rond Orongo zijn 1.274 petrogliefen gevonden, vooral op de plek Mata Ngarau. Hier is de basalt erg hard, dus het moet veel tijd en moeite hebben gekost om ze in de steen te kerven. Het belangrijkste thema is de Tangata Manu (vogelman) of vogelmancultuur rond Makemake, een fabeldier bestaande uit een kruising tussen mens en fregatvogel. Hij wordt afgebeeld als een voorovergebogen man op handen en voeten en het hoofd van een vogel. Het ritueel heeft echter te maken met de bonte stern en niet met de fregatvogel. Soms houdt de vogelman een ei tussen zijn handen vast.
'In de Sandwich-eilanden (Hawaï) zegt een overlevering, dat er in den beginne alleen maar water was, toen daalde een grote vogel van omhoog en legde een ei in de zee; het ei barstte open en Hawaï kwam tevoorschijn.'
Er zijn 473 petrogliefen van vogelmannen bekend, 86 % daarvan in of rond Orongo. Sommigen worden deels overlapt door huizen en zijn dus ouder dan sommige gebouwen. De cultus rond de vogelman werd ongeveer rond 1500 van belang. De oorzaak van de afwending van de oorspronkelijke religie bestaande uit voorouderverering is onbekend. De archeologe Georgia Lee, die het Rapa Nui-tijdschrift uitgeeft, is van mening dat het te maken heeft met een machtsovername door krijgszuchtige bevolkingsgroepen als gevolg van de verstoring van het ecologische evenwicht, de daaropvolgende voedselcrisis en de sociale onrust. Andere stemmen, zoals die van Alfred Métraux, nemen aan dat voorouderverering en vogelmancultus een tijd lang naast elkaar bestaan hebben.
Iedere lente zwommen jonge mannen vanuit Orongo naar het kleine rotseilandje Motu Nui, om eieren van de bonte stern te zoeken. Wie als eerste een ei onbeschadigd naar het hoofdeiland bracht werd uitverkoren tot Vogelman en kreeg daarom bijzondere voorrechten.
Vogelmanfiguren komen ook voor op andere eilanden in het Stille Oceaangebied (bijvoorbeeld Samoa en Sepik in Nieuw-Guinea).
Een ander thema van de rotsgravures is het 'oogmaskermotief', ze bestaan uit een maskervormig gelaat met grote ogen, die een scheppende godheid afbeelden. Verder zijn er naast grafische tekens andere diervoorstellingen te zien, zoals vogels, walvissen, haaien en schildpadden.
Bij het cultische centrum Orongo staan zorgvuldig gemaakte stenen hutten met grasdaken, die niet permanent bewoond zijn maar uitsluitend in verband met de cultus gebruikt worden.

## Rongorongo
Vroeger werd op Paaseiland een hiërogliefenschrift gebruikt, genaamd rongorongo. Dit schrift is tot op vandaag niet ontcijferd. Gedacht wordt dat het rongorongo is ontstaan tijdens de komst van de eerste Spaanse slavenhandelaren, zodat de gebruiken en cultuur niet verloren zouden gaan. De term rongorongo bestond niet op Rapa Nui voor de jaren zeventig van de 19e eeuw en werd door mensen uit Mangareva meegebracht na de katholieke missie aldaar te hebben verlaten. In Mangareva waren de rongorongo specialisten met een hoge status, die de heilige marae gezangen konden herinneren en reciteren. Hoogstwaarschijnlijk brachten de eerste kolonisten het 'concept' en schrift met zich mee. De kennis van rongorongo lag in handen van de koninklijke familie, de leiders en priesters en veel mensen met gezag waren naar Peru gebracht met het ronselen van slaven in 1862. Wie terugkwam bracht pokken en pneumonia mee, waar ten slotte de ouderen, die op het eiland waren gebleven en nog kennis van rongorongo hadden, aan ten onder gingen. Volgens de missionaris Eugène Eyraud, die in 1864 naar zijn superieur schreef, kon de inheemse bevolking lezen noch schrijven.
Veel tabletten met rongorongo-schrift waren vernietigd. Sommige eilanders vertelden dat dat van missionarissen moest, anderen ontkenden dit met klem. Ze werden gebruikt om vuren mee te stoken of vernietigd tijdens oorlogen. Ze gingen verloren bij het verbranden van een overleden leider, werden met de doden begraven of verborgen in heilige grotten om deze tapu symbolen van het heidendom te beschermen tegen het 'nieuwe geloof' (christendom).
De taal wordt ook weleens Kohau Rongorongo genoemd (Kohau betekent staf, Rongorongo betekent gezangen of zangers in het Polynesisch), omdat de teksten allemaal in stukken hout zijn gekerfd. Er bestaan nog 21 echte 'staven'. Er bestaan 25 stukken hout met rongorongo-schrift, met in totaal 14.000 'gliefen', verspreid over de musea in de wereld.

## Geologie
Paaseiland ligt met het 391 km verwijderde Salas y Gómez op een onderzeese rug, de Salas y Gómez rug.
Het is een hoog eiland van vulkanische oorsprong en wordt hoofdzakelijk gevormd door een drietal vulkanen, de Maunga Terevaka (507 meter), de Poike (370 meter) en de Rano Kau (324 meter), die het eiland een driehoekige vorm geven. De rug ligt op de grens van de Nazcaplaat en de Pacifische Plaat.

## Bevolking

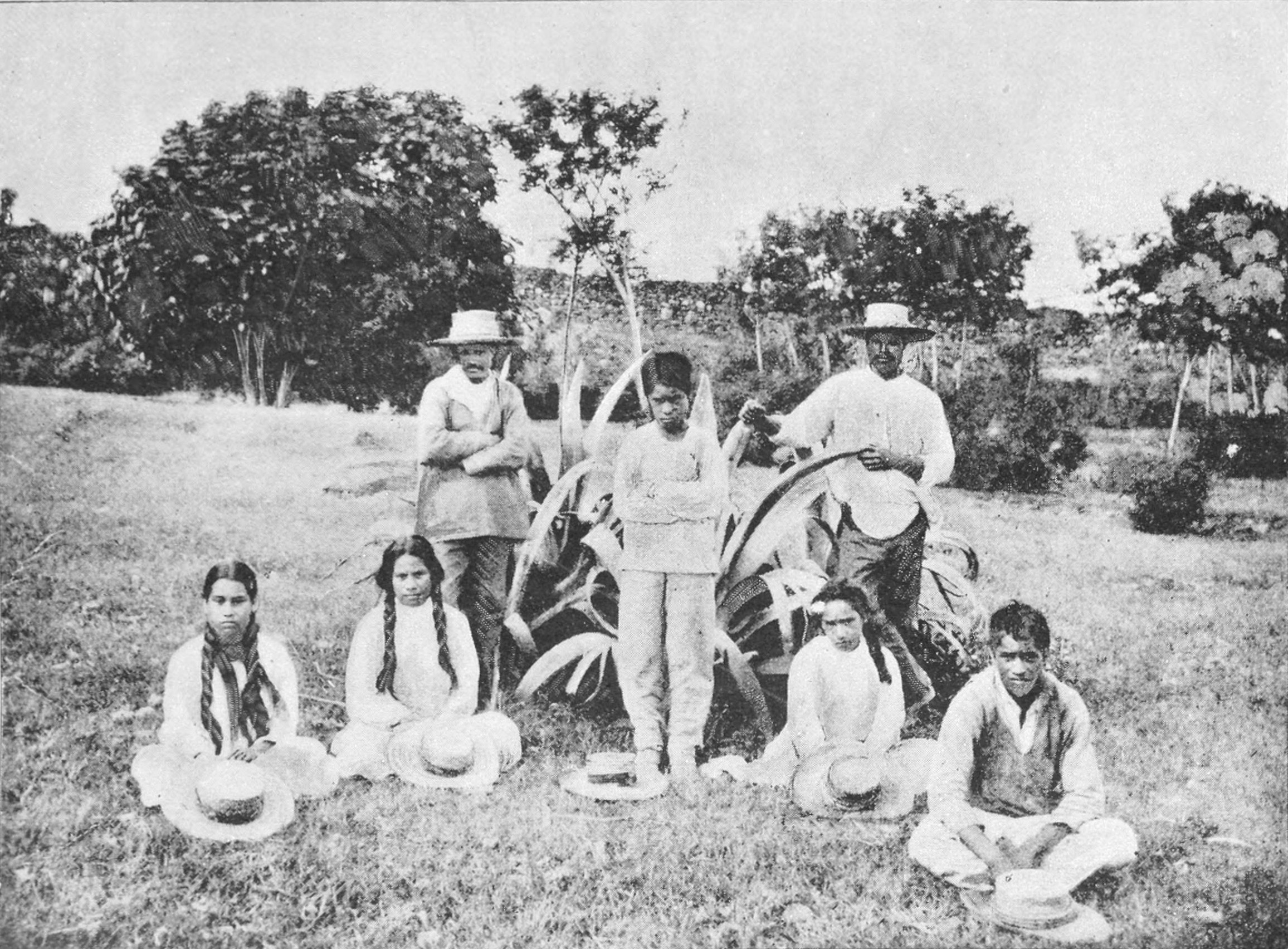
Rapa Nui (1891)

De oorspronkelijke bevolking, de Rapa Nui, is vandaag de dag nog steeds aanwezig. Deze telde bij de komst van Roggeveen ongeveer 3000 personen. Of de telling van Roggeveen betrouwbaar is, is lastig te zeggen, aangezien Roggeveen niet lang op het eiland is geweest. De ziektes uit Europa en Afrika en het ontvoeren van bewoners om ze als slaven of contractarbeiders in de Peruaanse, Boliviaanse of Chileense mijnen te werk te stellen (1862) en ze daarna ziek terug te brengen, deden de bevolking gestaag afnemen tot er in de 19e eeuw nog maar zo'n 150 Rapa Nui op het eiland waren.
In totaal leven er nu zo'n 4647 Rapa Nui volgens de volkstelling uit 2002. Daarvan wonen er 2269 mensen op Paaseiland zelf. De andere 2378 mensen emigreerden naar het vasteland in Chili, de helft daarvan leeft in of rond de hoofdstad Santiago.
Sinds de 18e eeuw zijn ook vele eilandbewoners gevangengenomen door slavenhandelaren en over de hele wereld verspreid.
Op Paaseiland wonen meer dan 5500 mensen, ze verdienen hun geld in toerisme en handel met Chili.

## Ecologie
Paaseiland behoort tot een speciale ecoregio waarvan de biodiversiteit een heel eigen karakter heeft. Uit palynologisch onderzoek bleek dat het eiland voor de komst van de Polynesische immigranten bedekt was met bossen, struikgewas, varens en grassen. Zo groeide er een mimosa-achtig boompje, de toromiro (Sophora toromiro). De laatste overlevende plant werd in 1917 door Carl Skottsberg waargenomen in de krater van de vulkaan Rano Kau. Dit exemplaar overleefde tot 1960. Zaden van deze plant werden in 1956 door Thor Heyerdahl verzameld, kwamen terecht bij Göteborgs botaniska trädgård en Kew Gardens. Deze botanische tuinen hebben gezamenlijk een wetenschappelijk programma opgezet voor de herintroductie van de toromiro op Paaseiland.
Verder groeide er een grote, nu uitgestorven soort palmboom, Paschalococos disperta. Deze behoorde tot de meest voorkomende soorten bomen. Deze palmboom is verwant aan de Chileense wijnpalm (Jubaea chilensis). De Chileense wijnpalm is de grootste palm in de wereld. Deze bomen bereikten na ongeveer honderd jaar hun grootste hoogte. De cilindrische basis meet vaak 1 meter of meer in diameter en is ten minste 20 meter hoog. Waarschijnlijk speelde de Polynesische rat (Rattus exulans) een belangrijke rol bij het verdwijnen van deze paaseilandpalm. Het bleek dat 99% van de gevonden, gefossiliseerde palmzaden was aangeknaagd. Daardoor kon het bos zich niet verjongen. Mede door houtkap leidde dit ertoe dat rond 1650 het bos volledig was verdwenen. Dit was voor de eerste Europeanen het eiland bezochten.
Omdat het bos met bomen zoals de paaseilandpalm en de toromira verdween, kwam er minder regenval. In 1868 werd een begin gemaakt met de teelt van schapen en dit leidde ertoe dat het eiland rond 1950 grotendeels bedekt was met grassen en zeggen en russen.
Verder blijkt uit onderzoek dat het eiland een zeer rijke zeevogelbevolking had in prehistorische tijden. Er waren ook landvogels, twee soorten rallen, twee soorten papegaaien en een soort reiger die nu zijn uitgestorven. Op het hoofdeiland zijn nu geen zeevogelkolonies meer, wel op het kleine rotseiland Motu Nui en de omringende rotseilandjes.

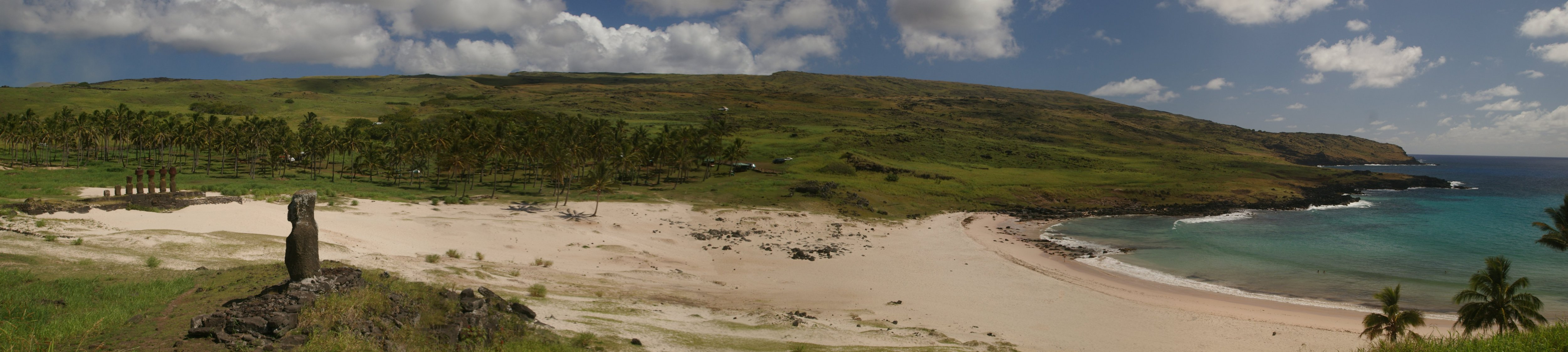
Panorama van het strand van Anakena, Paaseiland. Het standbeeld (moai) dat hier staat afgebeeld was het eerste dat in 1955 op zijn plaats is terug gezet door de eilandbewoners waarbij gebruik werd gemaakt van technieken uit het verre verleden.

### Paaseiland als voorbeeld voor de hele planeet
Diverse auteurs, waaronder de Britse historicus Clive Ponting en de Amerikaanse bioloog Jared Diamond gebruikten de (ecologische) geschiedenis van Paaseiland als afschrikwekkend voorbeeld voor de hele bevolking van de planeet aarde. Door uitputting van de hulpbronnen (bossen en vogelkolonies) ging een hoog ontwikkelde en complexe cultuur ten onder. Tussen de bloeiperiode van de beeldencultuur (1250 tot 1550) en de aankomst van de eerste Europeanen in de 18de eeuw, zou de bevolking enorm in aantal zijn teruggegaan door onderlinge stammenstrijd. Verder waren er waarschijnlijk hongersnoden en zou kannibalisme op grote schaal hebben plaatsgevonden. De ontevreden bevolking keerde zich waarschijnlijk tegen hun heersers en tegen hun godsdienst. De heersende priesterklasse werd omvergeworpen en met de nieuwe machthebbers kwam ook een nieuwe godsdienstige cultus op die de god de Vogelman Makemake (voorheen een vrij onbelangrijke god in het pantheon) vereerde. Paaseiland ligt geïsoleerd in de oceaan als de Aarde in het heelal; de bewoners konden niet rekenen op hulp van buiten en konden (mede doordat ze door de ontbossing geen hout meer hadden voor kano's) niet meer van het eiland af.
De Nederlandse milieubioloog Jan J. Boersema (en diverse andere auteurs voor en met hem) heeft dit beeld sterk genuanceerd. In zijn boek noemt hij de ontbossing en de teloorgang van de beeldencultuur een verschralingsproces dat vooral werd veroorzaakt door ecologische factoren (de meegevoerde ratten). Verder blijkt nergens uit de beschrijvingen van de zeevaarders uit de 18de en vroege 19de eeuw dat er honger heerste. De bewoners van Paaseiland waren ervaren tuinbouwers die genoeg voedsel konden verbouwen op het ontboste eiland. Ook uit onderzoek naar menselijke botten uit die periode blijkt geen abnormale gezondheid of opvallend veel onderling geweld. Aanwijzingen voor een dramatische achteruitgang in bevolkingsaantal tussen ca. 1250 en de 18de eeuw acht hij op grond van berekeningen evenmin waarschijnlijk. De decimering van de bevolking door honger en ziekten werd vooral veroorzaakt door Peruaanse mensenhandelaars en nieuw geïntroduceerde ziekten in de periode 1862-1877. De Nederlandse antropoloog Sebastiaan Roeling probeert echter aan te tonen dat de Paaslanders wel degelijk zelf verantwoordelijk zijn voor de ontbossing van het eiland, met name voor het gebruik van brandhout. Ecologische factoren versnelden volgens Roeling hooguit het proces van ontbossing.

## Hanga Roa

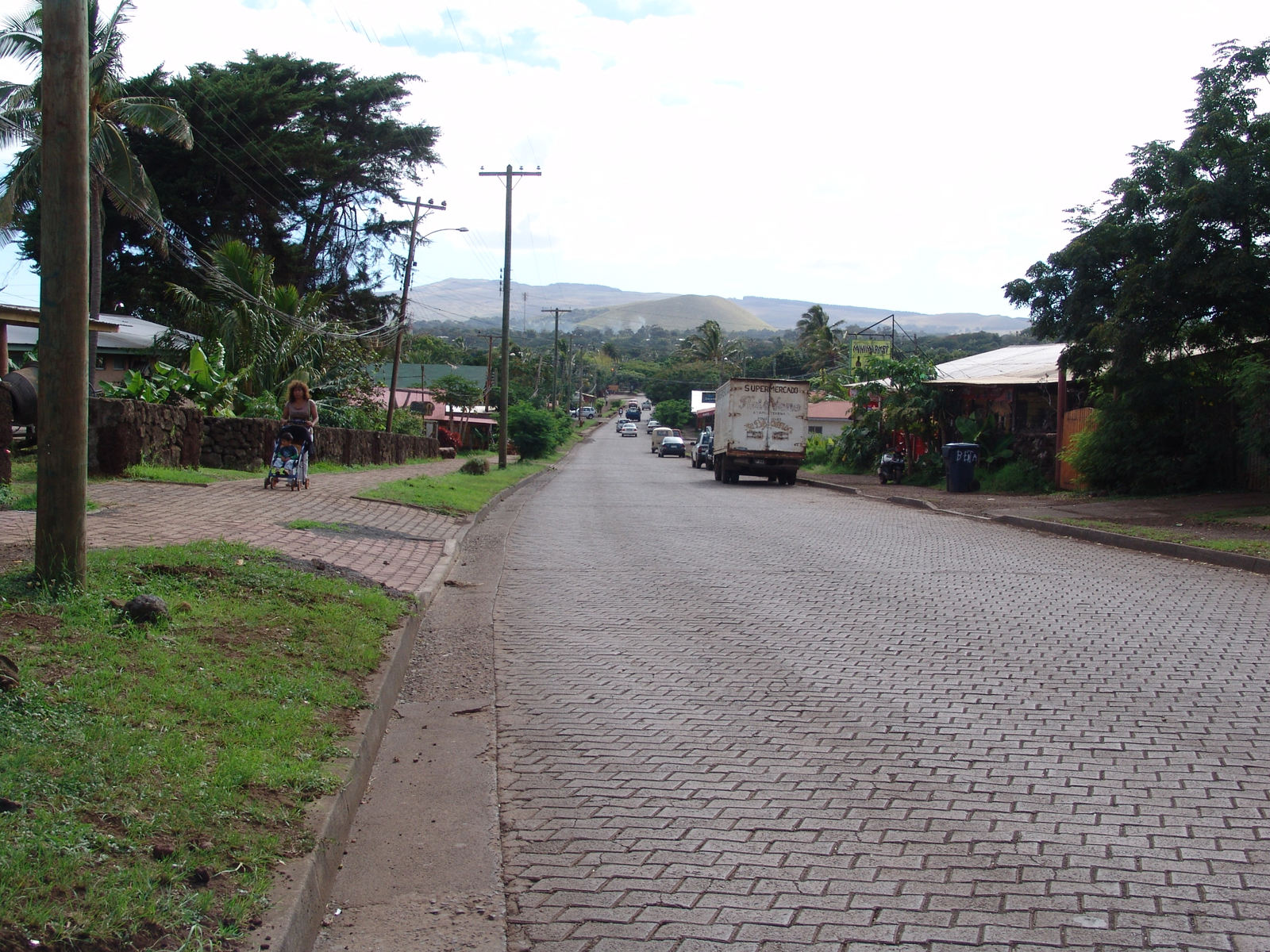
Hoofdstraat van Hanga Roa

Hanga Roa is de hoofdstad van het eiland. Ze telde in 2002 3304 inwoners, dat was 87% van de gehele bevolking van het eiland. Het hart van de stad is de Avenida Atamu Tekena. Aan deze straat liggen hotels, winkels, restaurants, internet-cafés, een bank, een supermarkt, een apotheek en een museum. De ontmoetingsplek van het eiland, de Rooms-katholieke kerk, ligt niet ver hiervandaan.

## Mataveri International Airport
Mataveri International Airport is het vliegveld van Paaseiland, het is gelegen vlak buiten Hanga Roa. Er is één geasfalteerde landingsbaan, die baan is 3440 m lang. Er wordt alleen naar het vliegveld gevlogen door de nationale Chileense luchtvaartmaatschappij LAN Airlines die het ook als tussenstop gebruikt voor vluchten naar of van Papeete, Tahiti. Voorheen kon de landingsbaan ook door de NASA worden gebruikt als een Spaceshuttle een noodlanding moest maken.

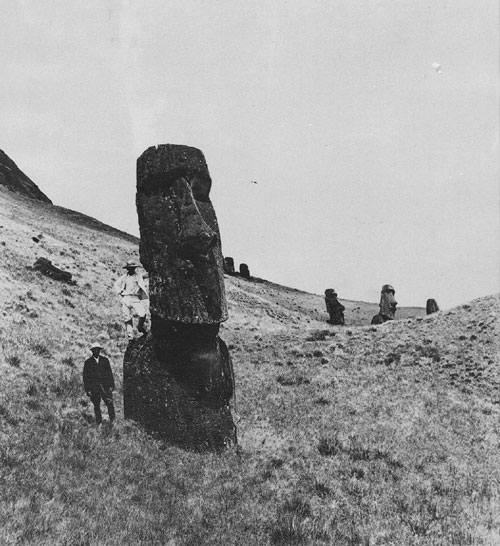
Paaseiland rond 1880
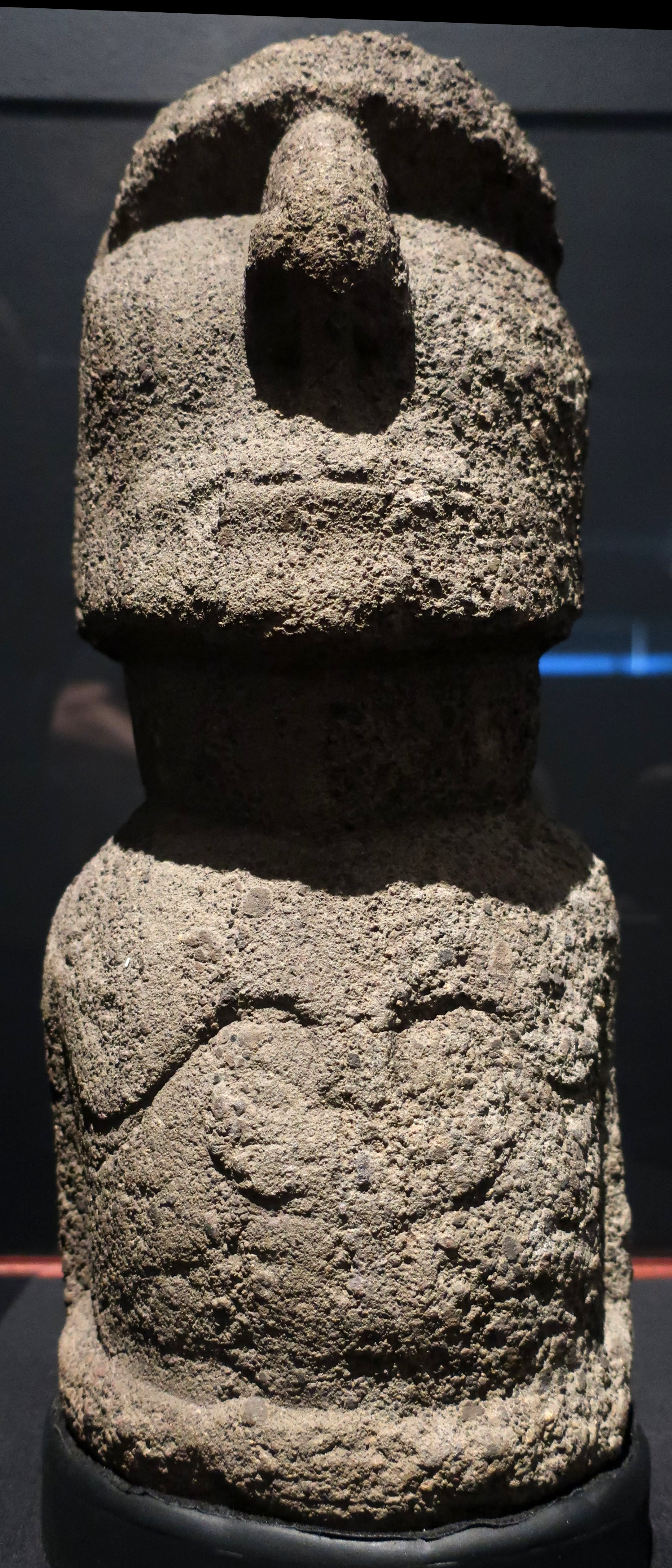
Moai van basalt, Bernice Pauahi Bishop Museum, Oahu

## Theosofie en pseudowetenschap

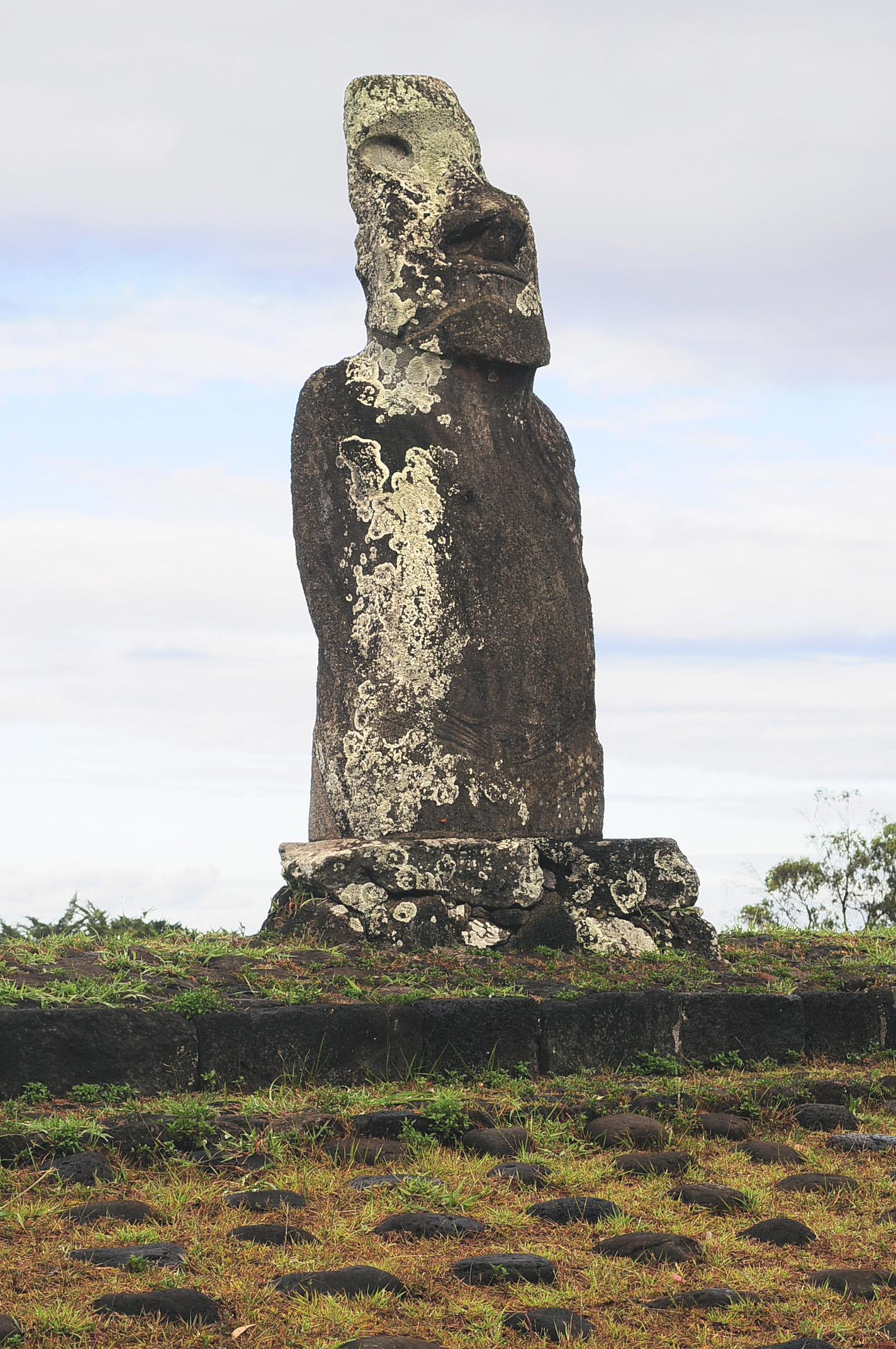
Ahu Huri A Urenga, de enige moai met vier handen. Hij staat op een van de 25 platformen die niet aan de kust, maar meer landinwaarts staan en is 3,3 m hoog en 1,45 meter breed. Het platform werd in 1976 door William Mulloy gerestaureerd.

Naast alternatieve theorieën als van Thor Heyerdahl, die meende dat de bewoners van Rapa Nui oorspronkelijk uit Zuid-Amerika kwamen en van Erich von Däniken die meende dat buitenaardse astronauten met de bouw van de reuzenbeelden te maken hadden, was er al eerder het denkbeeld van de theosofe Helena Blavatsky (1831-1891), dat Paaseiland een overblijfsel was van een verzonken continent. De laatste twee theorieën worden als fantasie afgedaan en het idee van Heyerdahl zwaar bekritiseerd. Men gaat ervan uit dat de voorouders van Rapa Nui uit Oost-Polynesië kwamen.

### Blavatsky
Dat verzonken continent van Blavatsky zou Lemurië geweest zijn, dat zich uitstrekte van de Grote Oceaan tot in de Indische Oceaan en voorbij Kaap de Goede Hoop. Ook Australië zou er deel van hebben uitgemaakt. De Lemuriërs, die reuzen waren, dankten hun 'denkvermogen en ziel' aan de 'stralende engelen', die bekend staan als de 'gevallen engelen' of 'Lucifer' (lichtbrenger). De 'hemel was met de aarde gehuwd' en de geest (vaak voorgesteld als een watervogel, gans, zwaan, reiger, pelikaan) in de voortplanting gevallen. De vroege Lemuriërs waren wijs en niets was hen onbekend. Er was een tijd dat ze vier armen hadden en ze waren de prototypen van de hindoegoden met vier armen. Ze bezaten 'het oog van wijsheid', in hun achterhoofd. Het oog verschrompelde met de tijd en trad terug en is heden ten dage de pijnappelklier. De drie-ogige vroege reuzenmensen stonden model voor de verhalen over de één-ogige Cyclopen. Blavatsky schreef in haar hoofdwerk De Geheime Leer (1888):
'Het Paaseiland bijvoorbeeld behoort tot de vroegste beschaving van het derde ras. Nadat het met de rest was verzonken, liet een plotseling vulkanisch oprijzen van de oceaanbodem het kleine overblijfsel van de archaïsche tijden met zijn vulkaan en zijn standbeelden onaangetast weer bovenkomen in het Champlain tijdperk van de Noordpooloverstroming, als een blijvende getuige van het bestaan van Lemurië. Men zegt dat sommige Australische stammen de laatste overblijfselen zijn van de laatste afstammelingen van het derde ras.'
'Sommige Atlantiërs hebben [..] bezit genomen van Paaseiland; zij waren ontsnapt aan de ramp die hun eigen land overkwam en vestigden zich op dat overblijfsel van Lemurië, maar alleen om daar om te komen toen het in één dag door vulkanisch vuur en lava werd vernietigd.'
Er was een tijd 'waarin het schiereiland van India aan de ene kant van de lijn, en Zuid-Amerika aan de andere kant, waren verbonden door een gordel van eilanden en continenten.'
'Het tweede [beeld van Bamyan] - 120 voet hoog - stelt de zweetgeborenen voor, en het derde - dat 60 voet meet - vereeuwigt het ras dat viel en daarmee het eerste stoffelijke ras inleidde, uit een vader en een moeder geboren, waarvan de laatste afstammelingen worden voorgesteld door de beelden van het Paaseiland; maar zij hadden slechts een lengte van 20 tot 15 voet [6 - 4,5 m] in de tijd dat Lemurië verzonk, nadat het door vulkanische vuren was vernietigd.'
Blavatsky noemt 'de cyclopische overblijfselen op het Paaseiland (een deel van een continent dat door de zee werd bedolven, en wel eerder vier miljoen jaar dan 20.000 jaar geleden'.

### Churchward
Volgens James Churchward (1851-1936) was er ooit in Polynesië en Micronesië een continent Mu, het 'Moederland van de mensheid'. Hij schreef er onder meer Het verloren werelddeel Mu (1926) over. Een legende zou volgens dit boek het volgende over Paaseiland hebben verteld: 'Dit kleine eiland maakte eens deel uit van een groot werelddeel, dat doorkruist werd met vele met platte stenen prachtig geplaveide wegen. De wegen waren zó aangelegd dat het ontwerp van het web van een grijs en zwart gepunte spin, waaraan niemand een begin of eind kon vinden, tot zijn recht kon komen.' Churchward citeerde, in verband met zijn uitleg van een afbeelding op een oud Naacal tablet, Plato over de vroege mensen: 'Menselijke wezens werden oorspronkelijk als man en vrouw gecombineerd in één lichaam geschapen. Ieder lichaam had vier armen en vier benen.' Toen ze tegen de goden in opstand kwamen werden ze 'in tweeën gesneden'.